# 餘部車站 (香美町)

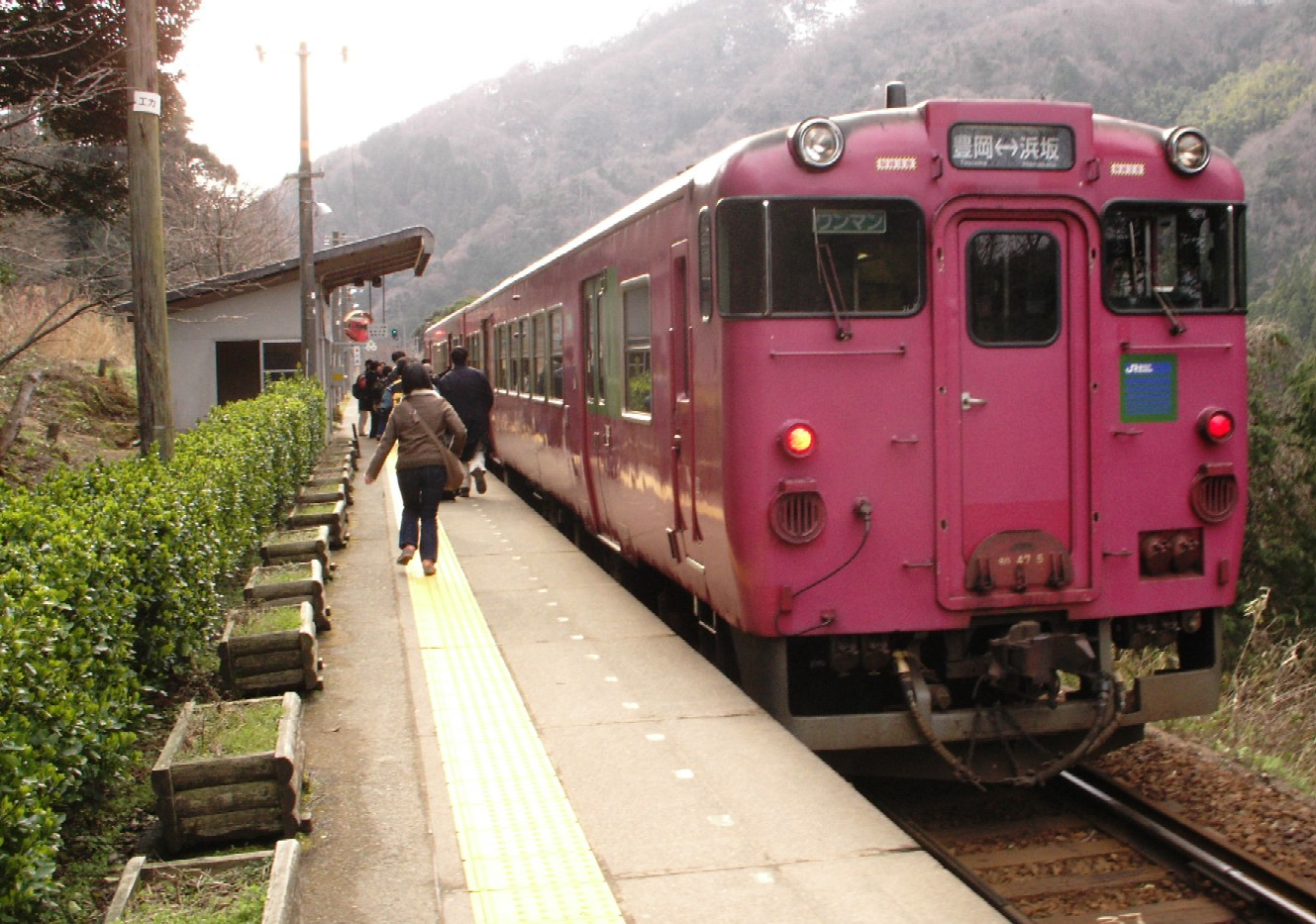
改建前的餘部車站與山陰本線普通列車。攝於2007年時

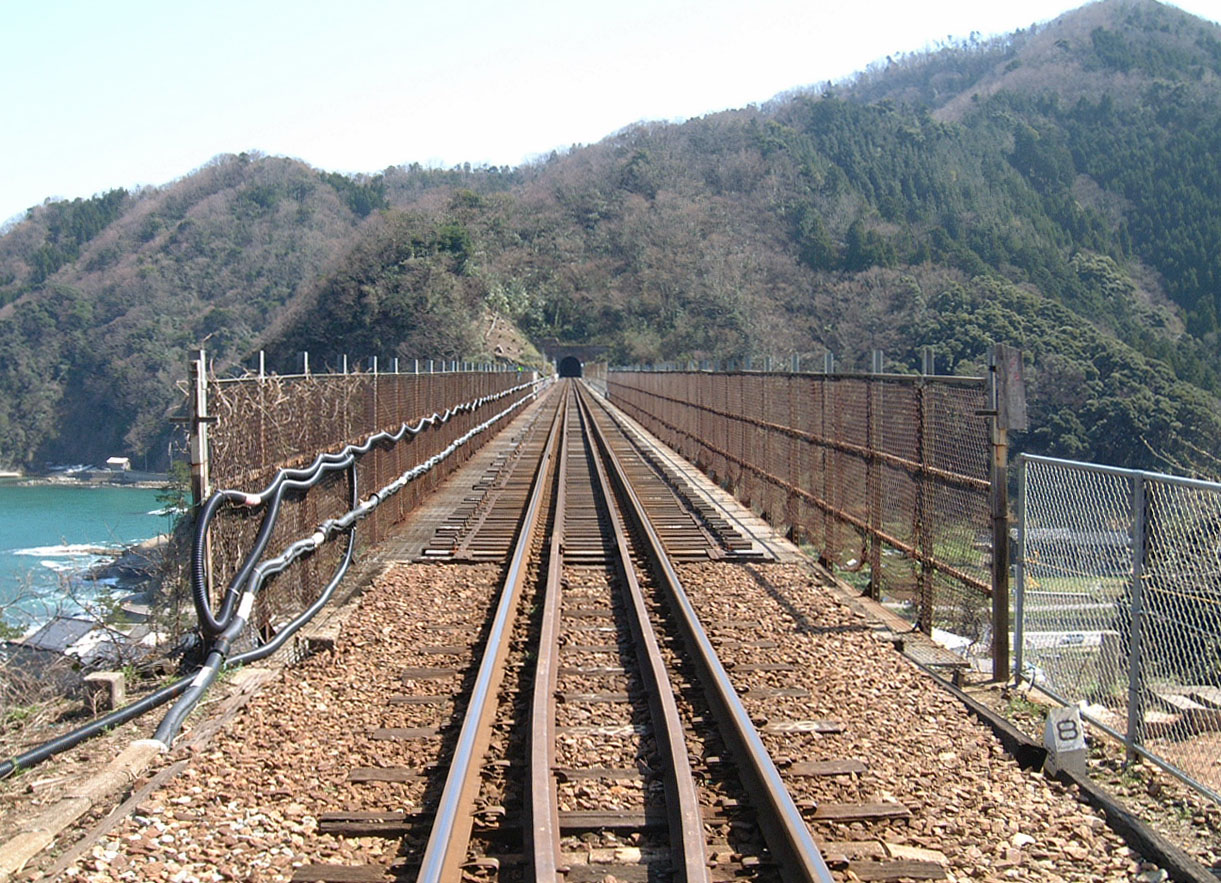
由餘部車站側望向改建前的餘部橋梁。攝於2008年3月

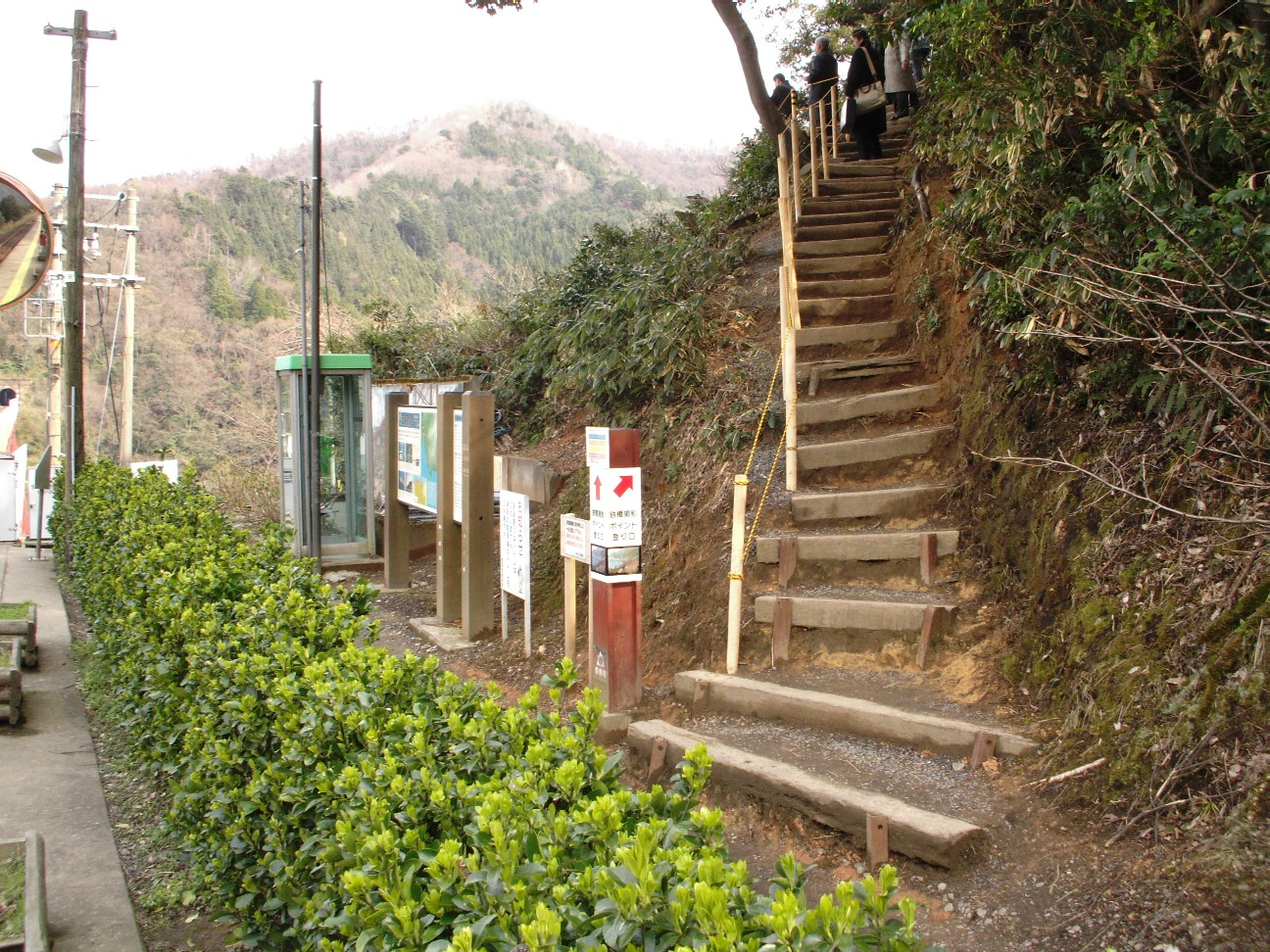
車站後側通往山上瞭望台的步道

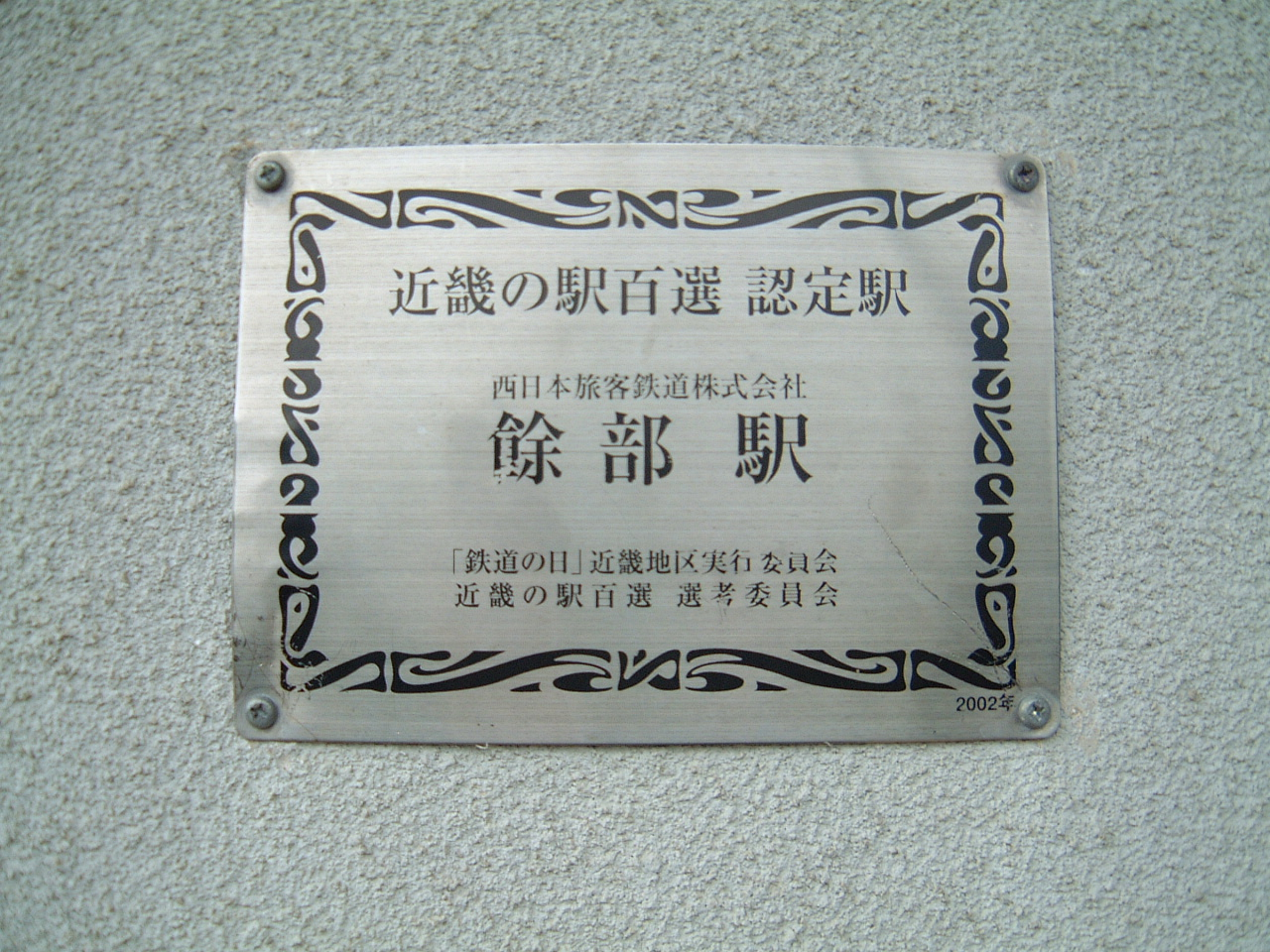
餘部車站內的近畿車站百選入選車站名牌

餘部車站（日语：〔〕／ Amarube eki */?）是由西日本旅客鐵道（JR西日本）所經營的鐵路車站，位於日本兵庫縣美方郡香美町香住區余部，是JR西日本山陰本線沿線的一個無人車站，屬於近畿統括本部所管轄的範圍。

## 簡介
在餘部橋梁於1912年3月1日完工通車時，余部當地並未設站，在地居民需步行到鄰近的鎧車站乘車而相當不便，因此居民發起請願設站，甚至由當地的小學生寫信給兵庫縣知事表達希望設站的心聲，在知事到當地勘察後，於1955年決定設站，並在1959年4月16日完工啟用。
餘部車站雖然只是一個偏遠地區的小車站，但因為車站東側緊鄰的就是知名的余部橋梁，因此經常有觀光客來到此地造訪。在車站後方的山坡上設有瞭望台，可以欣賞余部橋梁與日本海的景色。但由於橋梁年紀老舊再加上缺乏防側風結構在風速過高時得停駛列車，影響營運。因此2007年起開始在原橋梁南側7公尺處開始修築一座與原路線平行、設有防風壁的鋼筋混凝土新橋，新橋已於2010年7月完工通車，而舊的鐵橋僅保留部份路軌與三座橋墩，改建為瞭望設施「天空之站」。
地理上餘部車站與余部聚落的實際位置非常接近，但因為聚落本身其實是位於余部橋梁正下方，垂直落差大，連結車站與部落的道路狹窄危險因此利用率反而不高。為了提升來訪旅客與村落內年長者的使用便利，配合新橋的改建，在改為瞭望台的舊橋與位在地面的村落之間修築了一座高約47公尺、鋼骨造的電梯「余部水晶塔」（余部クリスタルタワー），配合車站的營運時段免費提供旅客與居民使用，而解決了車站與聚落之間交通不便的問題。
日文車站名使用舊字體，而當地地名使用新字体。這是因為餘部車站在1959年設站時，姬新線上早已存在一個使用新字體的車站（設站於1930年），而特別使用不同字體避免混淆。但姬新線上的余部車站日語發音為（Yobe），與此處山陰本線上的餘部（あまるべ，Amarube）發音不同。
2002年時，餘部車站被選定成為「近畿車站百選」第三屆的入選車站之一。

## 車站
餘部是一地面車站，站內只在路軌北側設有一座側式月台與一條乘車路線，由往豐岡方向與濱坂方向的列車所共用。由於站內未設有轉轍器與控制區間閉塞用的號誌設備，根據日本的鐵路相關行政命令屬於無法進行會車或待避的「停留所」等級車站。

## 相鄰車站
西日本旅客鐵道（JR西日本）
 山陰本線
■快速
香住－餘部－濱坂
■普通
鎧－餘部－久谷